# Gabi Novak

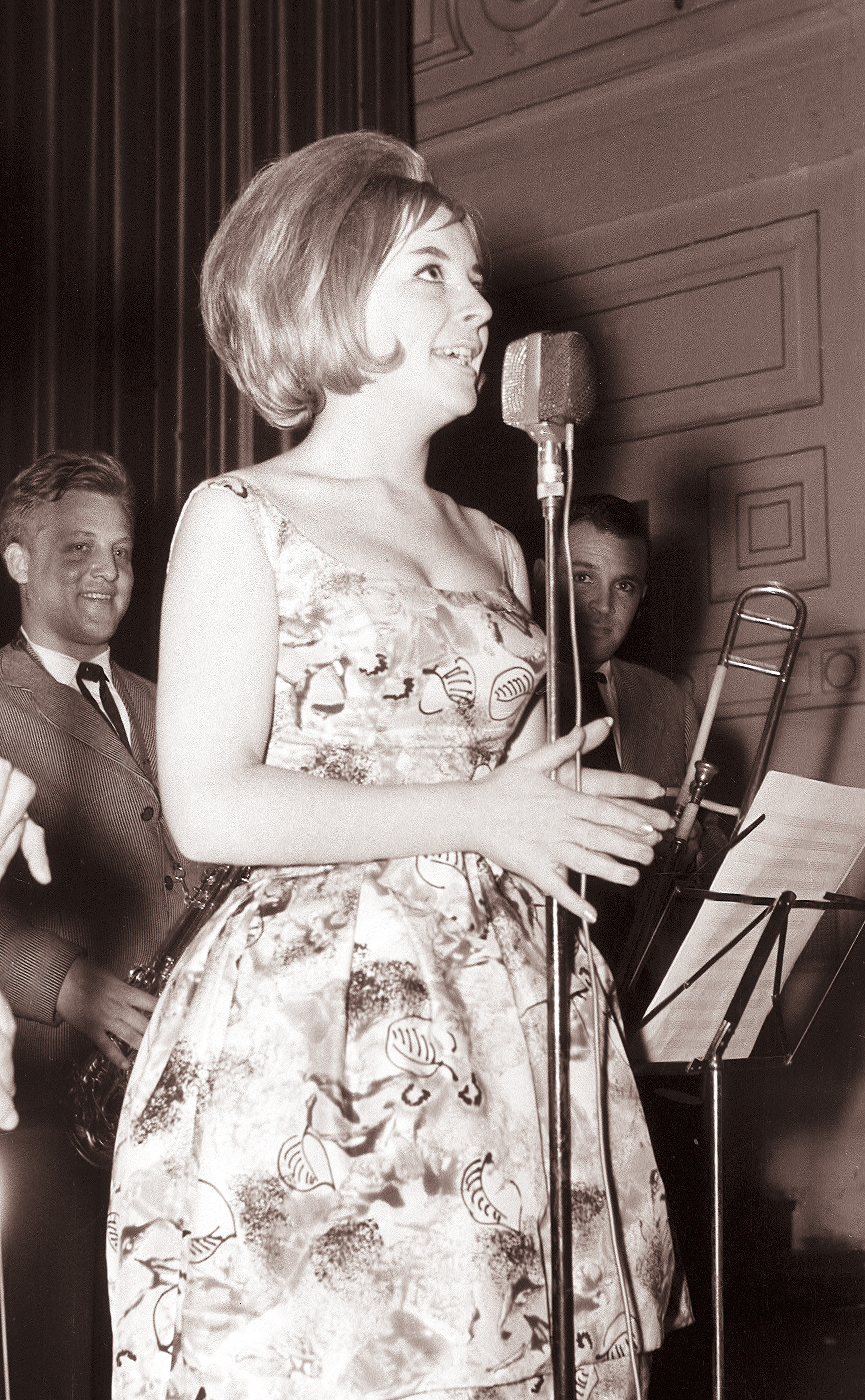
Gabi Novak, 1961

Gabi Novak (* 8. Juli 1936 in Berlin; † 11. August 2025 in Zagreb) war eine jugoslawische bzw. kroatische Pop- und Schlagersängerin.

## Leben und Karriere
Novaks Vater war Kroate, ihre Mutter Deutsche. Zu Beginn des Zweiten Weltkrieges floh die Familie auf die Insel Hvar. In jungen Jahren begann ihre Karriere in Zagreb. Ihre erste Single Vreme za Twist wurde 1959 veröffentlicht. Zahlreiche Schallplatten und Musikalben folgten. Ihre Karriere erreichte ihren Höhepunkt in den 1960er Jahren. Ihre Karriere hält bis heute an und machte sie zur erfolgreichsten Schlagersängerin Kroatiens. Neben ihrer Tätigkeit als Schlagersängerin interpretierte Gabi Novak auch Chansons und Jazz; ihr Jazzalbum In Concert: Jazzarella ZKM 2009 wurde von ihrem Sohn, dem Pianisten Matija Dedić, produziert.
Bei der Verleihung des Porin-Diskographie-Preises wurde sie 2006 für ihr Lebenswerk ausgezeichnet.
Sie war seit 1973 mit dem am 17. August 2015 verstorbenen kroatischen Sänger Arsen Dedić verheiratet. Novak starb im August 2025 im Alter von 89 Jahren.

## Diskografie
- 1961: Peva Gabi Novak
- 1970: Gabi
- 1971: Gabi
- 1974: Samo žena
- 1977: Gabi 77
- 1978: Najveći uspjesi
- 1980: Gabi & Arsen
- 1982: Gabi
- 1985: Nada
- 1988: Hrabri ljudi (Gabi i Arsen)
- 1993: Retrospektiva
- 1997: Adrese moje mladosti
- 2002: Pjesma je moj život
- 2003: Pjeva Gabi Novak (reizdanje)
- 2006: Zlatna kolekcija
- 2009: Gabi Novak In Concert - Jazzarella ZKM 2009 (Menart/Morris Studio)

## Preise
Gabi Novak gewann mehrere Porin-Preise:
- 2002: Beste Jazz Performance
- 2003: Album des Jahres
- 2003: Beste Aufführung (weibliche Stimme)
- 2003: Bestes Pop Album
- 2006: Preis für das Lebenswerk